# 楊貴妃 (1955年の映画)
『楊貴妃』（ようきひ）は、1955年の日本・香港合作映画。溝口健二監督、京マチ子主演。

## あらすじ

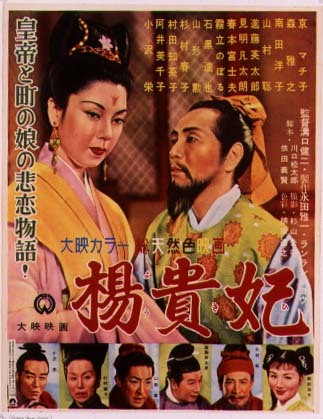
映画のポスター

史実と異なり、楊貴妃は安禄山に見いだされた下僕の女として描かれている。
　皇太子によって譲位させられ幽閉の身となった先の大唐皇帝、玄宗。「年老いた身にはどんな栄華も役に立たない、ただお前に会いたい」とつぶやくと、暗い部屋の中でただ一人、楊貴妃との出会い、そして別れまでを回想し始めた。
　時は遡り今や懐かし開元の治花開く太平の世のこと、平盧兵馬使・安禄山は出世欲に取りつかれ、皇后武恵妃に先立たれた玄宗に、昵懇の仲である料理屋主、楊銛・楊国忠兄弟の妹を新しい愛妾として迎え入れさせる計略を立てた。裏で楊国忠-安禄山と繋がっていた宦官高力士が早速宮中にて、百済から送られてきた仏像を紹介するついでの形で目通しさせるが、「余計なことを。武恵妃は二人もいないのだ」と玄宗に一蹴され失敗に終わる。

　後日安禄山は楊兄弟の店を訪れ計画失敗を悔やむ国忠の愚痴をいなしながら一杯ひっかけようとするところ、ふと歌を歌いながら煤けて汚れた顔で炊事奉公をしている楊兄弟の腹違いの末妹・楊玉環を見つけた。顔の汚れを無理やり拭き取るとこれは大そう美麗な顔立ちである。「台所に置いとくのは勿体ない、大した掘り出しもんだ」と安禄山は喜んだ。
　早速姉たちの着ていた宮中服を着させようとするが「こんなものを着せて笑いものにする気だろう、母が死んで姉さんを頼ってきたのに姉さんは自分を犬ころのように台所の隅に放り出してた」と拒絶する。これを聞いた安禄山は「この俺だって子供の頃は父親が外国人だから散々いじめられ泣かされてきた。人には運というものがある。今お前に運が向きかかってきたのだ。」と力強く説く。

　ところで高力士も店に来ていた。楊国忠と高は宮中情勢を論じており「宰相李林甫に歯の立つ者などいない。李一族でないと立身は無理か。武恵妃も立派であった。この世に武恵妃がもう一人いたらなぁ」と悲嘆したところで「武恵妃はもう一人いる」と安禄山が現れ玉環を引っ張り出す。その美しく着飾った玉環の姿には高力士も驚きを隠せないでいた。かくして安禄山と高力士は、玄宗の親戚で武恵妃を育て上げた経歴をもつ延春郡主のいる延春宮に玉環を預け玄宗への目通りの機会を作る。

　ある日、玄宗が観梅を楽しんでいると高力士は典薬寮博士の指示による服薬の時間が来たからと茶屋への移動を願う。「今、梅を見ている。茶など欲しくない。なぜお前たちはわたしを縛り付けるのか」と玄宗の不興を買う。しぶしぶ茶屋に腰を下ろした玄宗、そこに茶を運んできたのは新参の宮女、楊玉環であった。茶を飲んだ後、梅の美しさを讃える玄宗に高力士は「梅ばかりではない、物言う花も満開である」と返し、玉環に興味を示すよう試みるも、玄宗は一瞥もくれずに「この梅の色と香りを音楽に写してみたい」と言って得意の琵琶を奏でるのみである。このとき歌好きで音楽の才のあった玉環は茶屋の中からその旋律に注意深く耳を傾けていた。

　その晩、人払いをして一人、武恵妃の似せ絵を眺めていた玄宗は、高力士の策で寝室に端座する玉環を見つける。「武恵妃によく似た女を連れてきても無駄だ」と退室を命ずるが、玉環は琵琶を取って昼間聴いた玄宗自作の曲を奏でる。「なぜ演奏するか」との玄宗の問いに「陛下のさみしい心を慰めるためである、わたしは自ら宮中に上がったのではない、周囲の者たちの道具に過ぎない、陛下の武恵妃に対する気持ちを知るや自分が恥ずかしく思う、これほど陛下に愛されるとは武恵妃が羨ましく思う、陛下のような男性が自分の周辺にもいてくれたらと思わずにいられない」と玉環は答えた。すると玄宗は「何ら報いを求めずわたしを慰めてくれた、自分をただの人間として率直に発言した、これは武恵妃にもできなかったことである」と褒め、玉環に求愛するのであった。

## キャスト

楊貴妃を演じる京マチ子

- 京マチ子：楊貴妃
- 森雅之：玄宗皇帝
- 山村聡：安禄山
- 小沢栄：楊国忠
- 山形勲：楊銛
- 南田洋子：紅桃
- 霧立のぼる：翠花
- 村田知英子：緑花
- 阿井美千子：紅花
- 進藤英太郎：高力士
- 石黒達也：李林甫
- 見明凡太郎：陳玄礼
- 杉村春子：延春郡主
- 丸山修：李亀年
- 村瀬幸子：程妃
- 姫路リエ子：程妃の侍女
- 楠よし子：程妃の侍女
- 信欣三：侍従
- 春木富士夫：侍従
- 中条静夫：侍従
- 伊達正：町民
- 花布辰男：町民
- 宮代恵子：菓子売りの娘
- 武江義雄：石を投げる町民
- 川上康子：楊の女中

## スタッフ
- 監督：溝口健二
- 脚本：陶秦、川口松太郎、依田義賢、成沢昌茂
- 製作：永田雅一、ランラン・ショウ
- 撮影：杉山公平
- 美術：水谷浩
- 音楽：早坂文雄
- 編集：菅沼完二
- 録音：橋本国雄
- 照明：久保田行一
- 色彩技術：横田達之
- 時代考証：廬世候